# Sistema de Vigilancia Dependiente Automática
El sistema de Vigilancia Dependiente Automática - Difusión (ADS-B por las siglas en inglés de Automatic Dependent Surveillance Broadcast) es una tecnología de vigilancia cooperativa en la que un avión determina su posición a través de la navegación por satélite y la emite periódicamente, lo que permite realizar su seguimiento. La información puede ser recibida por las estaciones terrestres de control de tráfico aéreo como un reemplazo para el radar secundario ya que no necesita recibir una señal desde tierra para emitir. También puede ser recibida por otras aeronaves para proporcionar conocimiento de la situación y permitir la auto-separación. 
El sistema ADS-B es "automático" en cuanto a que no requiere ninguna acción del piloto o entrada externa. Es "dependiente", ya que depende de los datos del sistema de navegación de la aeronave.
El ADS-B es un elemento de la próxima generación de sistemas de transporte aéreo de los Estados Unidos (NextGen) y de la Single European Sky ATM Research (SESAR). Los equipos ADS-B actualmente son obligatorios en partes del espacio aéreo de Australia, mientras que en Estados Unidos una parte de los aviones deberá tener estos dispositivos para el año 2020 y el equipo será obligatorio para algunos aviones en Europa a partir de 2020.

## Descripción
El ADS-B que consiste en dos servicios diferentes, "ADS-B de emisión" y "ADS-B de recepción" podría ser el reemplazo del radar secundario  como método primario de vigilancia para aeronaves en todo el mundo. En Estados Unidos el ADS-B es un componente integral de la nueva generación en estrategias del espacio aéreo nacional (NextGen) para mejorar o actualizar la infraestructura de la aviación y sus operaciones. El sistema ADS-B también puede proporcionar información sobre el tráfico e información meteorológica gráfica a través de aplicaciones TIS-B y FIS-B. El ADS-B aumenta la seguridad al hacer una aeronave visible en tiempo real para el control de tráfico aéreo y otras aeronaves equipadas debidamente, gracias a los datos de posición y velocidad transmitidos cada segundo.  Los datos del ADS-B pueden ser registrados y descargados para un análisis posterior al vuelo y también proporciona la infraestructura de datos para seguimiento de vuelos de bajo costo y su planificación y despacho.
Los sistemas "ADS-B de emisión" difunden periódicamente información acerca de cada aeronave, tales como la identificación, posición actual, altitud y velocidad a través de un transmisor a bordo. También proporcionan a los controladores de tráfico aéreo, información como posición en tiempo real que es en la mayoría de los casos, más precisa que la información disponible de los sistemas basados en radar actualmente. Con una información más precisa, el controlador de tráfico aéreo podrá posicionar y separar aviones con una mayor precisión y oportunidad. 
El sistema " ADS-B de recepción" es el que recibe en las aeronaves FIS-B y TIS-B y otros datos ADS-B, como la comunicación directa entre aeronaves cercanas. Los datos de difusión de la estación en tierra  normalmente solo se realizan en presencia de un avión emitiendo ADS-B, lo que limita la utilidad de los dispositivos únicamente de recepción.
Se basa en dos componentes aéreos, una fuente GPS de alta integridad y un enlace de datos (unidad ADS-B). Hay varios tipos de enlaces de datos ADS-B certificadas, pero los más comunes operan a 1090 MHz, esencialmente un transpondedor en Modo S modificado o en 978 MHz.  La FAA prefiere que los aviones que operen exclusivamente por debajo de los 18 000 pies (5500 metros) utilicen el enlace 978 MHz, ya que esto ayudará a aliviar aún más la congestión de la frecuencia de 1090 MHz.

## Beneficios
Los sistemas ADS-B ofrecen muchos beneficios a los pilotos y controladores de tráfico aéreo, como mejorar la seguridad y eficiencia del vuelo.
1. Tráfico: Cuando se utiliza el sistema ADS-B, un piloto puede ver información sobre el tráfico que rodea el avión. Esta información incluye altitud, rumbo, velocidad y distancia a las aeronaves.
2. El tiempo: Las aeronaves equipadas con un trasceptor de acceso universal (UAT) ADS-B, serán capaces de recibir informes del tiempo y acceso a los radares meteorológicos a través de servicios de radiodifusión (FIS-B).
3. Terreno: La tecnología ADS-B emite una superposición de terreno para que los pilotos lo vean en la cabina.
4. Información de vuelo: El servicio de información de radiodifusión (TIS-B) trasmite información de vuelo legible como las restricciones temporales de vuelo y NOTAM a las aeronaves equipadas con estos sistemas.
5. Gastos: Las estaciones terrestres ADS-B son significativamente más baratas de instalar y operar en comparación con los sistemas de radar primario y secundario.

A diferencia de algunos servicios meteorológicos durante el vuelo que se ofrecen actualmente en el mercado, no hay cuotas de suscripción para utilizar los servicios ADS-B o sus diversos beneficios en los Estados Unidos. El propietario de la aeronave pagará por el equipo y la instalación, mientras que la Administración Federal de Aviación pagará por la administración y difusión de los servicios relacionados con la tecnología.

## Teoría de operación

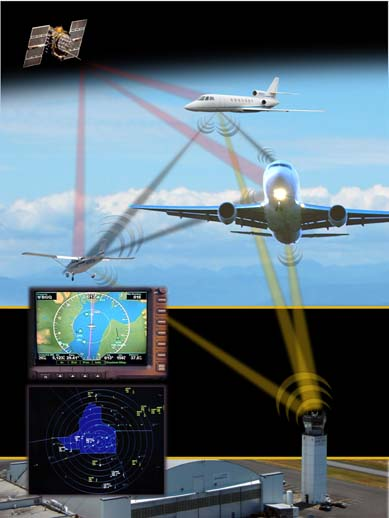
Sistema ADS-B

El sistema ADS-B tiene tres componentes principales: infraestructura en tierra, componentes en el aire y procedimientos de operación.
- Un subsistema de transmisión que incluye funciones de generación y transmisión de mensajes de la fuente, por ejemplo un avión.
- El protocolo de transporte, por ejemplo VHF (VDL modo 2 o 4), 1090ES o UAT 978 MHz.
- Un subsistema de recepción que incluye la recepción de mensajes e informa las funciones de montaje en el receptor, por ejemplo otro avión, vehículo o tierra.

La fuente del vector de estado y otra información transmitida, así como las aplicaciones de usuario no se consideran parte del sistema ADS-B.